# Aegeria timur
Aegeria timur is een vlinder uit de familie van de wespvlinders (Sesiidae). De wetenschappelijke naam van de soort is voor het eerst geldig gepubliceerd in 1893 door Grum-Grshimailo.